# Кліфф Баркер
Кліфф Баркер (англ. Cliff Barker, 15 січня 1921 — 17 березня 1998) — американський баскетболіст.
Олімпійський чемпіон 1948 року.